# RTA TV
Pour les articles homonymes, voir RTA.
RTA TV (en dari : تلویزیون ملی ; en pachto : ملی تلویزیون) est la chaîne de télévision publique afghane contrôlée par l'organisme d'État Radio Television Afghanistan. Média généraliste, elle est l'héritière de l'ancienne Afghanistan National Television envisagée dès 1974 par le premier président afghan Mohammad Daoud Khan.
Tandis que les premiers essais de « Radio Kaboul » ont lieu dès 1925, il faut attendre 1974 pour que le président Mohammed Daoud Khan envisage sérieusement l'introduction de la télévision en Afghanistan. Une aide du gouvernement japonais permet de commencer la construction des infrastructures indispensables à la concrétisation de ce projet. Au début de l'année 1978, les studios et l'émetteur principal de la Afghanistan National Television sont presque achevés.
Cependant, les évènements politiques retardent de quelques mois la mise en œuvre du projet : le 26 avril de cette même année, un coup d'État communiste abat le régime du président Daoud, lequel est assassiné le lendemain. Son successeur à la tête de l'état afghan, le chef du conseil révolutionnaire Nour Mohammad Taraki, inaugure les locaux de la télévision nationale au mois d'août 1978.
Du fait du contexte politique particulier de l'époque, la télévision nationale devient un outil de propagande pour le nouveau gouvernement communiste, tandis que se développe un mouvement d'insurrection contre celui-ci. Durant la période de conflits qui s'amorce entre 1979 et 1992, la télévision nationale continue de diffuser ses programmes. Il en est de même lors de la prise du pouvoir par les Moudjahidine. Cependant, l'arrivée au pouvoir des taliban en 1996 voit la fermeture des locaux de la télévision sur ordre de leur chef - devenu de facto, nouveau chef de l'état -, Mohammad Omar. L'unique source d'information devient la radio, rebaptisée Radio Charia, à l'antenne de laquelle alternent émissions religieuses et bulletins d'information. Celle-ci tire son nom du terme charia, désignant la loi islamique.
En 2001, les bombardements américains chassent le régime des taliban. Les locaux de la télévision et l'émetteur principal sont détruits dans les attaques, mais sont reconstruits dans les années qui suivent. Dans le même temps, la formation des journalistes est en partie assurée par l'Unesco, tandis que la fourniture de nouveau matériel est assurée par plusieurs média internationaux, dont la télévision japonaise NHK, la Deutsche Welle allemande ou la Doordarshan indienne.
La télévision nationale afghane diffuse des programmes généralistes en plusieurs langues, dont le pachto, le dari et l'anglais. À l'antenne alternent bulletins d'information, émissions politiques ou religieuses, séries internationales ou asiatiques (doublées) et clips musicaux.